# Bukovica (Kruševac)
Pour les articles homonymes, voir Bukovica.
Bukovica (en serbe cyrillique : Буковица) est un village de Serbie situé sur le territoire de la Ville de Kruševac, district de Rasina. Au recensement de 2011, il comptait 202 habitants.

## Démographie
| 1948 | 1953 | 1961 | 1971 | 1981 | 1991 | 2002 | 2011 |
| ---- | ---- | ---- | ---- | ---- | ---- | ---- | ---- |
| 362  | 376  | 357  | 306  | 293  | 302  | 242  | 202  |

|  |